# Phyllonorycter rolandi
Phyllonorycter rolandi là một loài bướm đêm thuộc họ Gracillariidae. Nó được tìm thấy ở Fennoscandia và phần châu Âu thuộc Nga.
Ấu trùng ăn Salix lapponum.